# Premi Emmy 1996
La cerimonia della 48ª edizione dei Primetime Emmy Awards (48th Primetime Emmy Awards) si è tenuta  al Pasadena Civic Auditorium di Pasadena (Los Angeles) l'8 settembre 1996.
La cerimonia è stata presentata da Michael J. Fox, Oprah Winfrey e Paul Reiser e trasmessa dalla ABC. 
I Creative Arts Emmy Awards sono stati consegnati il 7 settembre.

## Primetime Emmy Awards

### Migliore serie drammatica
- E.R. - Medici in prima linea
- Chicago Hope
- Law & Order - I due volti della giustizia
- New York Police Department
- X-Files

### Migliore serie comica o commedia
- Frasier
- Friends
- Innamorati pazzi
- The Larry Sanders Show
- Seinfeld

### Migliore miniserie
- I viaggi di Gulliver (Gulliver's Travels), regia di Charles Sturridge
- Andersonville, regia di John Frankenheimer
- Hiroshima, regia di Koreyoshi Kurahara e Roger Spottiswoode
- Mosè (Moses), regia di Roger Young
- Orgoglio e pregiudizio (Pride and Prejudice), regia di Simon Langton

### Migliore film per la televisione
- Truman, regia di Frank Pierson
- Almost Golden (Almost Golden: The Jessica Savitch Story), regia di Peter Werner
- Felicità: Singolare Femminile (The Heidi Chronicles), regia di Pau Bogart
- The Late Shift, regia di Betty Thomas
- I ragazzi di Tuskegee (The Tuskegee Airmen), regia di Robert Markowitz

### Migliore attore in una serie drammatica
- Dennis Franz (Andy Sipowicz) – New York Police Department
- Andre Braugher (Frank Pembleton) – Homicide
- George Clooney (Doug Ross) – E.R. - Medici in prima linea
- Anthony Edwards (Mark Greene) – E.R. - Medici in prima linea
- Jimmy Smits (Bobby Simone) – New York Police Department

### Migliore attore in una serie comica o commedia
- John Lithgow (Dick Solomon) – Una famiglia del terzo tipo
- Kelsey Grammer (Frasier Crane) – Frasier
- Paul Reiser (Paul Buchanan) – Innamorati pazzi
- Jerry Seinfeld (Jerry Seinfeld) – Seinfeld
- Garry Shandling (Larry Sanders) – The Larry Sanders Show

### Migliore attore in una miniserie o film per la televisione
- Alan Rickman (Grigorij Efimovič Rasputin) – Rasputin - Il demone nero (Rasputin), regia di Uli Edel
- Alec Baldwin (Stanley Kowalski) – Un tram che si chiama Desiderio (A Streetcar Named Desire), regia di Glenn Jordan
- Beau Bridges (Richard Nixon) – Kissinger & Nixon (Kissinger and Nixon), regia di Daniel Petrie
- Laurence Fishburne (Hannibal Lee) – I ragazzi di Tuskegee
- Gary Sinise (Harry Truman) – Truman

### Migliore attrice in una serie drammatica
- Kathy Baker (Jill Brock) – La famiglia Brock
- Gillian Anderson (Dana Scully) – X-Files
- Christine Lahti (Kate Austin) – Chicago Hope
- Angela Lansbury (Jessica Fletcher) – La signora in giallo
- Sherry Stringfield (Susan Lewis) – E.R. - Medici in prima linea

### Migliore attrice in una serie comica o commedia
- Helen Hunt (Jamie Stemple Buchman) – Innamorati pazzi
- Ellen DeGeneres (Ellen Morgan) – Ellen
- Fran Drescher (Francesca Cacace) – La tata
- Patricia Richardson (Jill Taylor) – Quell'uragano di papà
- Cybill Shepherd (Cybill Sheridan) – Cybill

### Migliore attrice in una miniserie o film per la televisione
- Helen Mirren (Jane Tennison) – Prime Suspect 4: Scent of Darkness regia di Paul Marcus
- Jessica Lange (Blanche DuBois) – Un tram che si chiama Desiderio
- Sela Ward (Jessica Savitch) – Almost Golden
- Ashley Judd (Norma Jean Dougherty) – Norma Jean & Marilyn: due vite un mito (Norma Jean & Marilyn) regia di Tim Fywell
- Mira Sorvino (Marilyn Monroe) – Norma Jean & Marilyn: due vite un mito

### Migliore attore non protagonista in una serie drammatica
- Ray Walston (Henry Bone) – La famiglia Brock
- Héctor Elizondo (Phillip Watters) – Chicago Hope
- James McDaniel (Arthur Fancy) – New York Police Department
- Stanley Tucci (Richard Cross) – Murder One
- Noah Wyle (John Carter) – E.R. - Medici in prima linea

### Migliore attore non protagonista in una serie comica o commedia
- Rip Torn (Arthur) – The Larry Sanders Show
- Jason Alexander (George Costanza) – Seinfeld
- David Hyde Pierce (Niles Crane) – Frasier
- Michael Richards (Cosmo Kramer) – Seinfeld
- Jeffrey Tambor (Hank Kingsley) – The Larry Sanders Show

### Migliore attore non protagonista in una miniserie o film per la televisione
- Tom Hulce (Peter Patrone) – Felicità: Singolare Femminile
- John Goodman (Harold 'Mitch' Mitchell) – Un tram che si chiama Desiderio
- Ian McKellen (Zar Nicola II) – Rasputin - Il demone nero
- Treat Williams (Michael Ovitz) – The Late Shift
- Andre Braugher (Benjamin O. Davis) – I ragazzi di Tuskegee

### Migliore attrice non protagonista in una serie drammatica
- Tyne Daly (Alice Henderson) – Christy
- Barbara Bosson (Miriam Grasso) – Murder One
- Sharon Lawrence (Sylvia Costas) – New York Police Department
- Julianna Margulies (Carol Hathaway) – E.R. - Medici in prima linea
- Gail O'Grady (Donna Abandando) – New York Police Department

### Migliore attrice non protagonista in una serie comica o commedia
- Julia Louis-Dreyfus (Elaine Benes) – Seinfeld
- Christine Baranski (Maryann Thorpe) – Cybill
- Janeane Garofalo (Paula) – The Larry Sanders Show
- Jayne Meadows (Alice Morgan-DuPont-Sutting-Cushing-Ferruke) – High Society
- Renée Taylor (Zia Assunta) – La tata

### Migliore attrice non protagonista in una miniserie o film per la televisione
- Greta Scacchi (Zarina Alessandra) – Rasputin - Il demone nero
- Alfre Woodard (Regina di Brobdingnag) – I viaggi di Gulliver
- Mare Winningham (Sheila) – The Boys Next Door, regia di John Erman
- Kathy Bates (Helen Kushnick) – The Late Shift
- Diana Scarwid (Bess Truman) – Truman

### Migliore regia per una serie drammatica
- Chicago Hope – Jeremy Kagan per l'episodio Leave of Absence
- E.R. - Medici in prima linea – Mimi Leder per l'episodio Coraggio amico
- E.R. - Medici in prima linea – Christopher Chulack per l'episodio Inferno nell'acqua
- Murder One – Charles Haid per l'episodio Chapter One
- New York Police Department – Mark Tinker per l'episodio Un capro espiatorio

### Migliore regia per una serie comica o commedia
- Friends – Michael Lembeck per l'episodio Il grande Marcel
- Una famiglia del terzo tipo – James Burrows per l'episodio Alieni terra terra
- The Larry Sanders Show – Todd Holland per l'episodio Arthur After Hours
- The Larry Sanders Show – Michael Lehmann per l'episodio I Was a Teenage Lesbian
- Seinfeld – Andy Ackerman per l'episodio The Soup Nazi

### Migliore regia per una miniserie o film per la televisione
- Andersonville – John Frankenheimer
- Almost Golden – Peter Werner
- I viaggi di Gulliver – Charles Sturridge
- Felicità: Singolare Femminile – Paul Bogart
- The Late Shift – Betty Thomas

### Migliore sceneggiatura per una serie drammatica
- X-Files – Darin Morgan per l'episodio Previsioni
- E.R. - Medici in prima linea – John Wells per l'episodio Coraggio amico
- E.R. - Medici in prima linea – Neal Baer per l'episodio Inferno nell'acqua
- Murder One – Steven Bochco, Charles H. Eglee, Channing Gibson e David Milch per l'episodio Chapter One
- New York Police Department – David Mills e William L. Morris per l'episodio Un capro espiatorio

### Migliore sceneggiatura per una serie comica o commedia
- Frasier – Joe Keenan, Christopher Lloyd, Rob Greenberg, Jack Burditt, Chuck Ranberg, Anne Flett-Giordano, Linda Morris e Vic Rauseo per l'episodio Moon Dance
- The Larry Senders Show – Maya Forbes, Steven Levitan e Garry Shandling per l'episodio Roseanne's Return
- The Larry Senders Show – Peter Tolan per l'episodio Arthur After Hours
- The Larry Senders Show – Jon Vitti per l'episodio Hank's Sex Tape
- Seinfeld – Spike Feresten per l'episodio The Soup Nazi

### Migliore sceneggiatura per una miniserie o film per la televisione
- I viaggi di Gulliver – Simon Moore
- Orgoglio e pregiudizio – Andrew Davies
- The Late Shift – Bill Carter e George Armitage
- I ragazzi di Tuskegee – Paris Qualles, Trey Ellis, Ron Hutchinson, Robert Williams e T.S. Coo
- Truman – Thomas Rickman

## Creative Arts Emmy Awards

### Migliore attore ospite in una serie drammatica
- Peter Boyle (Clyde Bruckman) – X-Files
- Michael Jeter (Bob Ryan) – Chicago Hope
- Richard Pryor (Joe Springer) – Chicago Hope
- Rip Torn (Warren Shutt) – Chicago Hope
- Danny Glover (Phillip Marlowe) – Fallen Angels

### Migliore attore ospite in una serie comica o commedia
- Tim Conway (Kenny) – Coach
- Griffin Dunne (Bob) – Frasier
- Harris Yulin (Jerome Belasco) – Frasier
- Larry Thomas (The Soup Nazi) – Seinfeld
- Mandy Patinkin (se stesso) – The Larry Sanders Show

### Migliore attrice ospite in una serie drammatica
- Amanda Plummer (Theresa Givens) – Oltre i limiti
- Carol Kane (Marguerite Birch) – Chicago Hope
- Penny Fuller (Mrs. Constantine) – E.R. - Medici in prima linea
- Lily Tomlin (Rose Halligan) – Homicide
- Louise Fletcher (Christine Bey) – La famiglia Brock
- Maureen Stapleton (Maggie MacPhee) – La strada per Avonlea

### Migliore attrice ospite in una serie comica o commedia
- Betty White (se stessa) – The John Larroquette Show
- Shelley Long (Diane Chambers) – Frasier
- Marlo Thomas (Sandra Green) – Friends
- Irene Worth (Mrs. Mellon) – Remember WENN
- Rosie O'Donnell (se stessa) – The Larry Sanders Show

### Migliore serie animata della durata massima di un'ora
- Mignolo e Prof. per l'episodio A Pinky And The Brain Christmas
- Mucca e Pollo per l'episodio No Smoking
- Il laboratorio di Dexter per l'episodio La grande sorella
- Duckman
- I Simpson per l'episodio La paura fa novanta VI